# Ormosia hartigi
Ormosia hartigi là một loài ruồi trong họ Limoniidae. Chúng phân bố ở miền Cổ bắc.